# Дыгат, Станислав

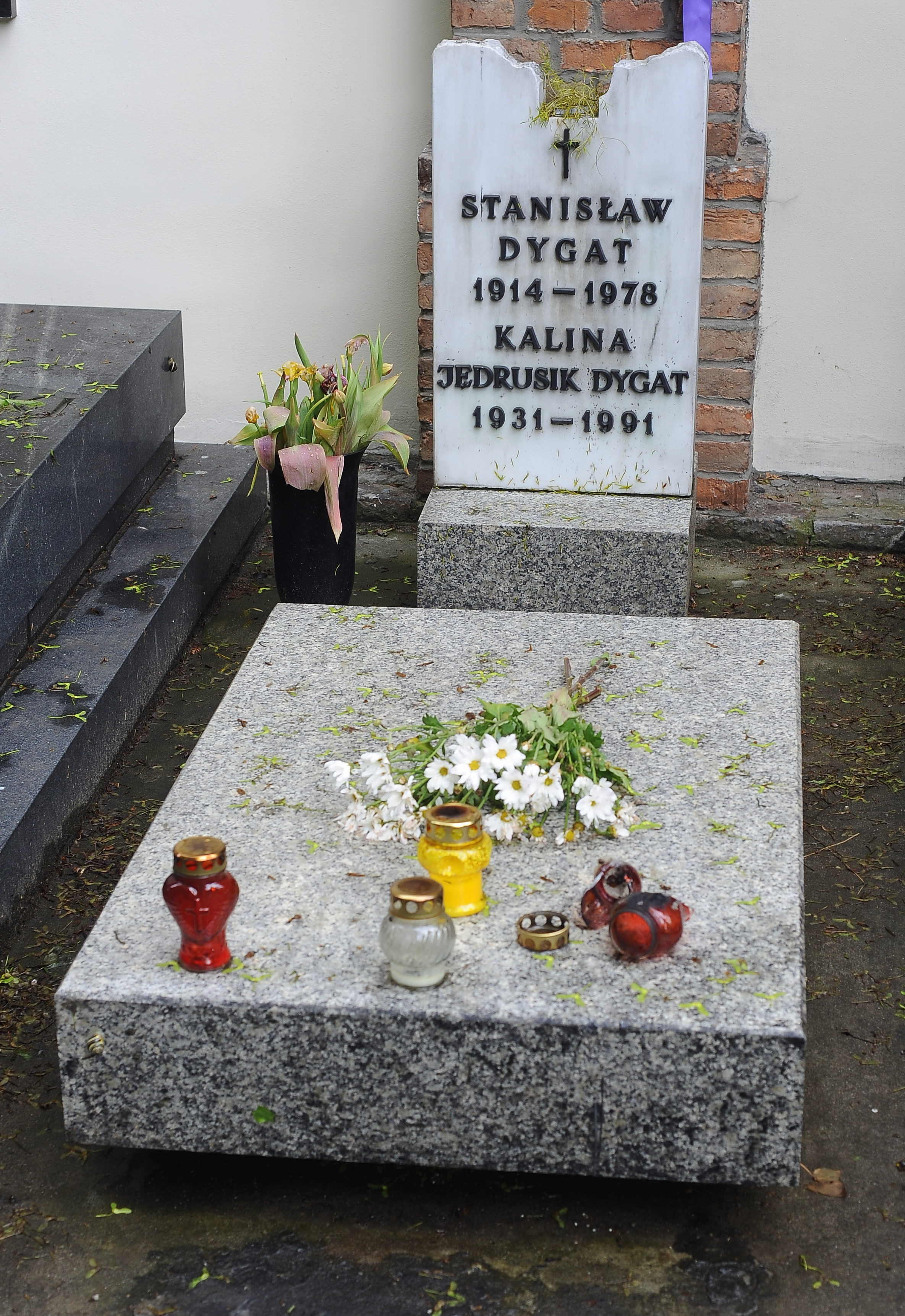
Могила на Аллее Заслуженных на кладбище Старые Повонзки в Варшаве.

Станислав Людвик Дыгат (пол. Stanisław Dygat; 22 ноября [5 декабря] 1914, Варшава — 29 января 1978, там же) — польский писатель, журналист, драматург и сценарист.

## Биография
Внук участника Январского восстания 1863 года Людвика Дыгата и сын архитектора Антония Дыгата. Изучал архитектуру в Варшавском политехническом институте и философию в Варшавском университете. Дебютировал в 1938 году сборником рассказов «Блокнот с отрывными листами», однако Вторая мировая война прервала его писательскую карьеру. В 1939 году, как французский гражданин по происхождению со стороны матери, был интернирован в лагерь для перемещённых лиц в Констанце на Боденском озере. В 1944 году участвовал в Варшавском восстании. Первый его роман «Боденское озеро», во многом автобиографичный, писался во время войны, а опубликован в 1946 году.
Для романов «Боденское озеро», а также «Прощание» (1948), «Путешествие» (1958), «Диснейленд» (1965) характерны разоблачительное отношение к обывательской морали, к фальши в общественной и личной жизни, внимание к внутреннему миру «заурядного» человека, иронические и лирические интонации. Тонкий юмор, умело совмещенный с глубоким психологизмом, незатянутые сюжеты – главные особенности творчества Станислава Дыгата. Нравственно-психологическая проблематика преобладает в рассказах и фельетонах «Елисейские поля» (1949), «Ненастные вечера» (1957), «Розовая тетрадка» (1958), «За пять минут до сна» (1960), «Карнавал» (1968).
Сотрудничал с еженедельниками «Кузница» и «Культурное обозрение» и журналом «Творчество».
Дыгат был членом ПОРП, из которой вышел в 1957 году в знак протеста против запрета на издание ежемесячного журнала «Европа». В январе 1976 года он был одним из подписавших так называемый Мемориал 101 в адрес Конституционной комиссии Сейма, осуждающий предложенные изменения в Конституцию.
Станислав Дыгат скончался от острого инфаркта миокарда. Косвенной причиной его смерти считается борьба с цензурой, ставившей препоны в ходе съёмок фильма Palace Hotel по мотивам его романа «Вокзал в Мюнхене».

## Семья
Первая жена — актриса Владислава Навроцкая. Дочь — писательница Магда Дыгат.
Вторая жена — актриса Калина Ендрусик.
В своей книге «Расставания» („Rozstania“) Магда Дыгат отзовется весьма резко о своих родителях — Станиславе Дыгате и Владиславе Навроцкой, а также о своей мачехе Калине Едрусик. Родителей она обвиняет в том, что они совсем не занимались своим ребенком, к тому же Владислава Навроцкая была плохой женой, не любившей своего мужа, из-за чего Дыгат ушел к Калине Ендрусик. Ендрусик же, по мнению Магды Дыгат, постоянно настраивала отца против своей родной дочери, а после смерти Станислава Дыгата пыталась лишить её наследства.

## Творчество

### Романы
- 1946 – Боденское  озеро / Jezioro Bodeńskie
- 1948 – Прощание / Pożegnania
- 1958 – Путешествие / Podróż
- 1965 – Диснейленд / Disneyland
- 1973 – Вокзал в Мюнхене / Dworzec w Monachium

### Рассказы, очерки, фельетоны
- 1938 – Блокнот с отрывными листами / Kołonotatnik
- 1949 – Елисейские поля / Pola elizejskie
- 1957 – Ненастные вечера / Słotne wieczory
- 1958 – Розовая тетрадка /Różowy kajecik
- 1959 – Размышления во время бритья / Rozmyślania przy goleniu
- 1968 – Карнавал / Karnawał
- 1973 – В тени Бруклина / W cieniu Brooklynu
- 1983 – Гуцин / Gucin

### Пьесы
- 1946 – Покушение / Zamach (совместно с Тадеушем Брезой)
- 1950 – Новый святоша / Nowy Świętoszek (совместно с Яном Коттом)

### Экранизации
- 1957 — Встречи / Spotkania — история 4-я, по рассказу «Аэродром»
- 1958 — Прощание / Pożegnania — по одноименному роману
- 1958 — Варшавская сирена / Warszawska syrena
- 1962 — Запоздалые прохожие / Spóźnieni przechodnie — новеллы 1-я - 4-я, по одноименным рассказам
- 1967 — Йовита / Jowita — по роману «Диснейленд»
- 1977 — Palace Hotel — по роману «Вокзал в Мюнхене»
- 1985 — Боденское озеро / Jezioro Bodeńskie — по одноименному роману и рассказу «Карнавал»

## Награды
- Орден Возрождения Польши 4 степени[3]
- Золотой Крест Заслуги (1939)[4]